# Dzmitryj Bandarenka
Dzmitry Jauhienawicz Bandarenka (biał. Дзмітрый Яўгенавіч Бандарэнка, ros. Дмитрий Евгеньевич Бондаренко, Dmitrij Jewgenjewicz Bondarenko, ur. 28 września 1963 w Mińsku) – białoruski działacz społeczny i polityczny, koordynator inicjatyw „Karta'97” i „Europejska Białoruś”.

## Życiorys
W 1984 ukończył z wyróżnieniem studia w Białoruskim Państwowym Instytucie Kultury Fizycznej, zdobył kwalifikacje nauczyciela wychowania fizycznego (trenera pływania). W 2012 rozpoczął studia podyplomowe na Uniwersytecie Warszawskim.
Po ukończeniu studiów, do 1990, pracował jako trener w Kompleksie Kultury Fizycznej i Rekreacji „Sierabranka” w Mińsku. W latach 1992–1994 był dyrektorem ds. marketingu w niezależnym studium telewizyjnym TOP, a od 1994 do 1995 pełnił analogiczną funkcję w firmie „Dainova”. W 1995 został dyrektorem ds. komercyjnych w niezależnej rozgłośni radiowej „Radyjo 101,2" i pracował na tym stanowisku do czasu zamknięcia radia przez białoruskie władze w 1996. W kolejnych latach pełnił funkcję prezesa Fundacji Wsparcia Niezależnej Prasy. Od 1997 jest jednym z koordynatorów inicjatywy obywatelskiej „Karta'97”, a obecnie jest również koordynatorem kampanii „Europejska Białoruś”. Należy do Białoruskiego Stowarzyszenia Dziennikarzy.
W czasie wyborów prezydenckich w 2010 był mężem zaufania kandydata na prezydenta Andreja Sannikawa. W dniu wyborów, 19 grudnia, wieczorem, uczestniczył w masowej demonstracji opozycyjnej w Mińsku. 20 grudnia został zatrzymany we własnym mieszkaniu i osadzony w Areszcie Śledczym KGB. Postawiono mu zarzut udziału w masowych niepokojach społecznych (art. 293 Kodeksu Karnego). Następnie kwalifikację czynu zmieniono na określony w art. 342 ust. 1 Kodeksu Karnego: organizacja zbiorowych działań, poważnie naruszających porządek publiczny. 27 kwietnia 2011 został skazany na 2 lata pozbawienia wolności w kolonii o „reżimie ogólnym”. Pod koniec lipca został poddany operacji kręgosłupa. Mimo złego stanu zdrowia Komisja ds. Zwolnień Warunkowo-Przedterminowych i Zmiany Trybu Wykonania Kary nie zgodziła się na zmniejszenie Bandarence wymiaru kary.
W styczniu 2011 Amnesty International uznała Bandarenkę za więźnia sumienia i wezwała władze Białorusi do jego uwolnienia. 24 lipca przewodniczący Parlamentu Europejskiego Jerzy Buzek wystąpił z oświadczeniem, w którym potępił sposób traktowania Bandarenki oraz zaapelował do władz w Mińsku o uwolnienie jego i innych więźniów politycznych. W październiku 2011 Bandarenka znalazł się w gronie finalistów Nagrody Sacharowa, do której został nominowany przez Europejskich Konserwatystów i Reformatorów.
15 kwietnia 2012 został przedterminowo zwolniony. Obecnie przebywa w Polsce, gdzie podjął studia.

## Życie prywatne
Jest katolikiem. Żonaty. Córka, Julia, studiowała na Uniwersytecie Jagiellońskim.